# Tudmur
Tudmur o Tadmur (en árabe تدمر) es una localidad perteneciente a la gobernación de Homs, en Siria, la misma está ubicada a 3 kilómetros de distancia de Palmira, la atracción principal de esta localidad son las ruinas de Palmira.
Según el censo del año 2006 tiene 53.087 habitantes 